# Кантхо (аеропорт)
Міжнародний аеропорт Кантхо (в'єт. Sân bay Quốc tế Cần Thơ), (IATA: VCA, ICAO: VVCT) — цивільний аеропорт, розташований у місті Кантхо (дельта Меконга, В'єтнам). Відкрито для комерційних перевезень 1 січня 2011 року.
Інфраструктура аеропорту займає площу у 20 750 квадратних метрів і розрахована на максимальну пропускну здатність у п'ять мільйонів пасажирів на рік. Будівництво Міжнародного аеропорту Кантхо обійшлося бюджету країни у 150 млн доларів США.

## Історія
У 1965 році, під час В'єтнамської війни, на місці майбутнього аеропорту підрозділами Військово-повітряних сил США було зведено військовий аеродром Чанок, у якому аж до 1975 перебував штаб 4-й авіадивізії ВПС Республіки В'єтнам (VNAF).
Експлуатація об'єкта припинилася у 1975 році, потім аеродром використовувався як невеликий регіональний аеропорт, який обслуговував незначний потік авіаційних перевезень міста Канхто. З 2006 року аеропорт був істотно розширений і модернізований, до 2008 року отримав статус міжнародного і 1 січня 2011 року був відкритий для роботи комерційних авіакомпаній. Планові роботи з реконструкції старого аеродрому Чанок почалися 4 січня 2006 року і складалися з двох послідовних етапів:
- Модернізація злітно-посадкової смуги і розширення її до розмірів 2400х45 метрів і будівництво перону аеровокзалу площею 27 491 м². Бюджет першого етапу склав 23 млн доларів США. Після завершення першої частини плану реконструкції аеропорт отримав можливість приймати середньо- і далекомагістральні лайнери класу Airbus A320 та Boeing 767;
- Зведення будівлі пасажирського терміналу загальною площею 19 000 м², складських приміщень вантажного терміналу, а також інших допоміжних об'єктів аеропортової інфраструктури. Кошторис витрат другого етапу становив у проекті від 25 до 31 млн доларів. Після завершення будівельних робіт і здачі об'єктів в експлуатацію пропускна спроможність аеропорту склала 2 млн пасажирів на рік.

З 2008 до кінця 2009 року в ході подальшої модернізації комплексу пропускна здатність Міжнародного аеропорту Кантхо зросла до 5 млн пасажирів на рік.

## Авіакомпанії й пункти призначення

### Авіарейси
| Авіакомпанія     | Місто прибуття (аеропорт)                                    |
| ---------------- | ------------------------------------------------------------ |
| Vietnam Airlines | Ханой, Хошимін, Фукуок, Тайбей (Таоюань) [до 12 лютого 2011] |

Авіакомпанія Vietnam Airlines планує відкрити регулярні пасажирські рейси з Міжнародного аеропорту Кантхо у Міжнародний аеропорт Дананг, Сінгапурський аеропорт Чангі, головний аеропорт Бангкоку Суваннапум і в амбоджу.